# Лидь (деревня)
Лидь — деревня в Бокситогорском районе Ленинградской области, в составе Лидского сельского поселения.

## История
Деревня Великой Двор упоминается на карте Новгородского наместничества 1792 года А. М. Вильбрехта.
Согласно 10-й ревизии 1857 года:

ВЕЛИКИЙ ДВОР — деревня, принадлежит Покровской: хозяйств — 8, жителей: 30 м. п., 24 ж. п., всего 52 чел.

ПОДОЛ — деревня, принадлежит Покровской: хозяйств — 4, жителей: 15 м. п., 14 ж. п., всего 29 чел.; принадлежит Унковской: хозяйств — 4, жителей: 10 м. п., 9 ж. п., всего 19 чел.

МИКОВО — деревня, принадлежит Кобылину: хозяйств — 1, жителей: 2 м. п., 3 ж. п., всего 5 чел.

По земской переписи 1895 года:

ВЕЛИКИЙ ДВОР — деревня, крестьяне бывшие Покровской: хозяйств — 15, жителей: 47 м. п., 39 ж. п., всего 86 чел.

ПОДОЛ — деревня, крестьяне бывшие Покровской: хозяйств — 10, жителей: 22 м. п., 19 ж. п., всего 41 чел.; бывшие Унковской: хозяйств — 4, жителей: 6 м. п., 8 ж. п., всего 14 чел.

МИКОВО — деревня, крестьяне бывшие Кобылина: хозяйств — 3, жителей: 5 м. п., 6 ж. п., всего 11 чел.

В конце XIX — начале XX века деревня административно относилась к Верховско-Вольской волости 1-го земского участка 3-го стана Устюженского уезда Новгородской губернии.

ВЕЛИКИЙ ДВОР (СКВЕРА) — деревня Скверского сельского общества, число дворов — 15, число домов — 31, число жителей: 81 м. п., 69 ж. п.; Занятие жителей: земледелие, лесные заработки. Река Лидь. Церковно-приходская школа, мелочная лавка, смежна с погостом Скверы.

СКВЕРЫ — погост на церковной земле, число дворов — 4, число домов — 4, число жителей: 11 м. п., 9 ж. п.; Занятие жителей: церковное служение, земледелие. Река Лидь. Церковь, мелочная лавка, смежен с дер. Великий Двор.

ПОДОЛ — деревня Скверского сельского общества, число дворов — 16, число домов — 21, число жителей: 44 м. п., 48 ж. п.; Занятие жителей: земледелие, лесные заработки. Река Лидь. Две мелочные лавки. 

МИКОВО — деревня Скверского сельского общества, число дворов — 5, число домов — 6, число жителей: 10 м. п., 14 ж. п.; Занятие жителей: земледелие. Река Лидь. Часовня, смежна с дер. Великий Двор и погостом Скверы.

МИКОВО — выселок Ратькова-Рожнова, число дворов — 1, число домов — 1, число жителей: 2 м. п., 8 ж. п.; Занятие жителей: земледелие. Река Лидь. Смежен с дер. Великий Двор и погостом Скверы. (1910 год)

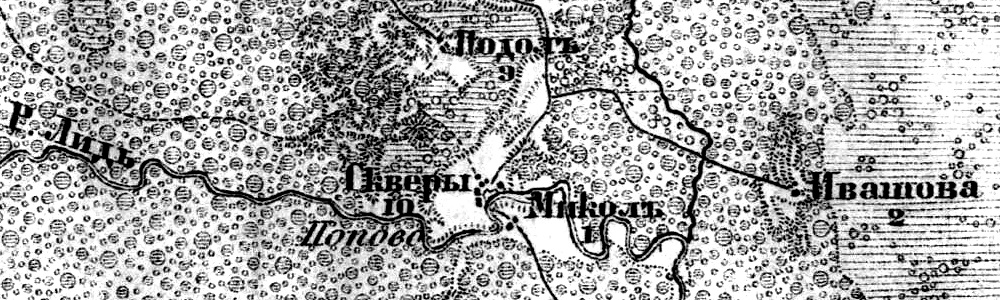
Земли деревни Лидь на карте 1917 года

Согласно карте Новгородской губернии 1917 года, на месте современной деревни Лидь находились: деревня Скверы из 10 дворов, деревня Подол из 9 дворов и деревня Микол из 1 двора и усадьба Попово.
С 1917 по 1927 год деревни Великий Двор и Подол входили в состав Советской волости Устюженского уезда Череповецкой губернии.
С 1927 года, в составе Скверского сельсовета Ефимовского района.
По данным 1933 года деревни Лидь, Подол и Великий Двор входили в состав Скверского сельсовета Ефимовского района, состоящего из 5 населённых пунктов: деревень Великий Двор, Ивашево, Лидь, Лукинское и Подол, общей численностью населения 295 человек, причём деревня Великий Двор являлась его административным центром.
По данным 1936 года в состав Скверского сельсовета входили 4 населённых пункта, 108 хозяйств и 4 колхоза.
С 1 января 1939 года деревня Подол учитывается областными административными данными, как деревня Лидь.
С 1965 года, в составе Бокситогорского района. В 1965 году население деревни Великий Двор составляло 105 человек, деревни Лидь — 224 человека.
По данным 1966 года в состав Скверского сельсовета Бокситогорского района входила только деревня Лидь.
По данным 1973 и 1990 годов деревня Лидь входила в состав Заборьевского сельсовета.
В 1997 году в деревне Лидь Заборьевской волости проживали 66 человек, в 2002 году — 50 человек (русские — 96 %).
В 2007 году в деревне Лидь Заборьевского сельского поселения проживали 36 человек, в 2010 году — 22.
Со 2 июня 2014 года — в составе вновь созданного Лидского сельского поселения Бокситогорского района.
В 2015 году в деревне Лидь Лидского СП проживали 17 человек.

## География
Деревня расположена в северо-восточной части района к западу от автодороги 41К-033 (Сомино — Ольеши).
Расстояние до посёлка Заборье — 19 км.
Расстояние до ближайшей железнодорожной станции Заборье — 20 км.
Через деревню протекает река Лидь.

## Демография
| 1997 | 2002 | 2007 | 2010 | 2017 |
| ---- | ---- | ---- | ---- | ---- |
| 66   | ↘50  | ↘36  | ↘22  | ↘16  |

## Достопримечательности
В начале XIX века в деревне был возведён храм святителя Николая Чудотворца с приделом Феодоровской Божией Матери. После Октябрьской революции 1917 года храм был разграблен, а внутри был устроен сельский клуб с кинотеатром. После развала СССР и до 2016 года храм был заброшен. С 2016 года храм силами энтузиастов постепенно восстанавливается.

## Инфраструктура
На 1 января 2016 года в деревне было зарегистрировано 13 домохозяйств.